# Dagmara Bożek
Dagmara Bożek (ur. 8 grudnia 1986 w Krakowie) – polarniczka, autorka książek.

## Życiorys
Urodziła się 8 grudnia 1986 w Krakowie. Absolwentka II Liceum Ogólnokształcącego im. Króla Jana III Sobieskiego w Krakowie. W 2008 ukończyła licencjat z polonistyki (komparatystyki) a w 2011 Kulturę Rosji i Narodów Sąsiednich.
Będąc w liceum, interesowała się teatrem, uczestniczyła wraz z kolegami z klasy w Festiwalu Małych Form Teatralnych. Na studiach współtworzyła studenckie pisma, m.in. „Bez Porównania”, „Wschodni Miraż”, „Studenckie Zeszyty Naukowe Wkoło Rosji”. Absolwentka polonistyki oraz kultury rosji i narodów sąsiednich na Uniwersytecie Jagiellońskim.
Uczestniczyła w 35. Wyprawie Polarnej IGF PAN do Polskiej Stacji Polarnej Hornsund na Spitsbergenie (2012–2013) i 40. Wyprawie Antarktycznej do Polskiej Stacji Antarktycznej im. Henryka Arctowskiego na Wyspie Króla Jerzego (2015–2016). Razem z ówczesnym mężem – Piotrem Andryszczakiem – stali  się pierwszym małżeństwem, które zimowało w obu polskich stacjach. W latach 2012–2019 współtworzyła bloga o wyprawach polarnych pt. Dom pod biegunem.
W latach 2019–2023 była redaktorką merytoryczną cyfrowego art-zina Gazeta Musi się Ukazać.  Tłumaczka języka rosyjskiego. W ramach pracy w Instytucie Geofizyki Polskiej Akademii Nauk zajmuje się m.in. promocją polskich badań w obszarach polarnych (udział w projektach: Eduscience, EDU-ARCTIC, EDU-ARCTIC PL, EDU-ARCTIC 2, Polar Star). Za swoją  działalność za rzecz popularyzacji wiedzy o rejonach polarnych w 2022 roku została finalistką konkursu Popularyzator Nauki w kategorii „Animator”, a w 2024 roku zdobyła nagrodę główną w tej kategorii.

## Książki
- Dom pod biegunem. Gorączka (ant)arktyczna (współautorka z Piotrem Andryszczakiem, 2017)[18][19]
- Ryszard Czajkowski. Podróżnik od zawsze (2019)[20]
- Polarniczki. Zdobywczynie podbiegunowego świata (2021)[21]
- Henryk Arctowski. W świecie myśli; angielskie tłumaczenie Henryk Arctowski. In a World of Thoughts (współautorka z Katarzyną Dąbkowską, 2024)[22][23].
- Minisłownik polsko-rosyjski z zakresu optymalizacji stron www (SEO) i analityki internetowej (2024)[24]

Za książkę Ryszard Czajkowski. Podróżnik od zawsze otrzymała Nagrodę Magellana 2020 w kategorii biografia.
Na podstawie książki Polarniczki. Zdobywczynie podbiegunowego świata reżyser Kuba Witek nagrał w 2023 roku film dokumentalny Polarniczki (ang. Ant/Arctic Women).

## Projekty
Jest autorką projektu „Polarniczki” poświęconemu kobietom pracującym w polskich stacjach polarnych. Na jego realizację uzyskała finansowanie w ramach Stypendium Ministra Kultury i Dziedzictwa Narodowego Młoda Polska na rok 2020 przyznanego przez Narodowe Centrum Kultury.